# Piperonal
Piperonal, även känd som heliotropin, är en aromatisk aldehyd och brukar framställas som genomskinliga kristaller (C8H6O3) och har en vaniljliknande doft. Den används ofta som smaksättning och i parfym. Det är en vanlig tillsats i syntetisk vaniljsmak, men då i extremt små mängder. 

## Kemi
Piperonal kan användas i syntesen av 3,4-metylendioxiamfetamin (MDA). I en syntesväg ger nitroetan i en koncentrerad ättiksyralösning med en ammoniumacetatkatalysator en substituerad nitrostyren via en kondensationsreaktion. Detta intermediat kan sedan reduceras med ett starkt reduktionsmedel som litiumaluminiumhydrid (LiAlH4) för att erhålla MDA.

## Egenskaper
- Lösligt i alkohol, propylenglykol och bensylbensoat.
- Näst intill olösligt i vatten och glycerol, olösligt i flytande paraffin.

## Biologi
Det som doftar mest i vanilj är heliotropin, inte vanillin. Föreningen finns också i några få eteriska oljor som svartpeppar och älgört.

## Historia
Ämnet upptäcktes 1885 och är sedan dess ett mycket viktigt doftämne. Namnet gavs efter den vaniljdoftande blomman heliotrop.

## Framställning
Aldehyd som bildas när safrol oxideras (syre upptas, väte avges). Man kan också börja från andra hållet och låta piperinsyra som finns i bl. a. peppar reduceras (syre avges, väte upptas).